# Пономарёв, Василий Михайлович
Василий Михайлович Пономарёв (1921—2001) — советский военный лётчик. Участник Великой Отечественной войны. Герой Советского Союза (1945). Полковник.

## Биография
Василий Михайлович Пономарёв родился 25 марта 1921 года в деревне Петухи Ветлужского уезда Костромской губернии РСФСР (ныне деревня Пыщугского района Костромской области Российской Федерации) в крестьянской семье. Русский. Окончил 7 классов неполной средней школы в посёлке Леденгск в 1936 году. С 1937 года В. М. Пономарёв жил в городе Вичуге Ивановской области. В 1940 году он окончил школу фабрично-заводского ученичества. До призыва на военную службу работал ткацким помощником мастера на Вичугской прядильно-ткацкой фабрике имени В. П. Ногина. Без отрыва от производства Василий Михайлович занимался в вичугском аэроклубе, обучение в котором завершил в январе 1941 года.
В ряды Рабоче-крестьянской Красной Армии В. М. Пономарёв был призван в феврале 1941 года. Окончил Поставскую военную авиационную школу пилотов (город Поставы Вилейской области) в 1941 году и 1-ю Чкаловскую военную авиационную школу пилотов (город Чкалов Чкаловской области) в 1942 году. С августа по сентябрь 1942 года Василий Михайлович проходил стажировку на базе 10-го запасного авиационного полка на аэродроме Каменка Пензенской области, где освоил штурмовик Ил-2.
В действующей армии младший лейтенант В. М. Пономарёв с сентября 1942 года в должности лётчика 950-го штурмового авиационного полка 267-й штурмовой авиационной дивизии 1-го смешанного авиационного корпуса резерва Ставки Верховного Главнокомандования. В боях с немецко-фашистскими захватчиками Василий Михайлович участвовал с 22 октября 1942 года на Юго-Западном фронте. Воевал на штурмовике Ил-2. С 13 ноября 1942 года авиакорпус, в котором служил младший лейтенант Пономарёв, действовал в составе 17-й воздушной армии. Боевое крещение В. М. Пономарёв принял в боях под Сталинградом, совершив за период с 22 октября 1942 года по 31 января 1943 года 13 боевых вылетов на штурмовку и бомбардировку скоплений войск противника и объектов его военной инфраструктуры. Так 13 декабря 1942 года в составе группы из 6-ти Ил-2 Василий Михайлович участвовал в штурмовке аэродрома противника у станции Морозовская, во время которой было уничтожено 16 немецких самолётов. 30 декабря 1942 года он участвовал в налёте на железнодорожную станцию Усть-Белокалитвенская, где было повреждено несколько вражеских воинских эшелонов и взорван крупный склад горюче-смазочных материалов. За отличие в операциях «Уран» и «Малый Сатурн» В. М. Пономарёв был награждён орденом Красного Знамени.
В январе 1943 года подразделения 17-й воздушной армии принимали участие в Острогожско-Россошанской операции, в ходе которой её штурмовая авиация наносила удары по железнодорожным станциям Россошь, Миллерово, Лихая, Чертково, аэродромам Старобельск и Гармашевка. В конце января-феврале 1943 года В. М. Пономарёв участвовал в Ворошиловградской операции, в том числе освобождении города Ворошиловграда. Приказом НКО СССР № 199 от 01.05.1943 года и Директивой Штаба ВВС Красной Армии № 513021 от 07/08.05.1943 года за отличие в боях 950-й штурмовой авиационный полк был преобразован в 95-й гвардейский в составе 5-й гвардейской штурмовой авиационной дивизии 1-го смешанного авиационного корпуса 17-й воздушной армии Юго-Западного фронта. В мае 1943 года Василий Михайлович был произведён в лейтенанты и занял должность старшего лётчика.
В преддверии наступления немецко-фашистских войск под Курском летом 1943 года 17-я воздушная армия была переброшена на Курскую дугу. В ходе Курской битвы она поддерживала оборонительные и наступательные действия подразделений Воронежского фронта. Уже 5 июля 1943 года гвардии лейтенант В. М. Пономарёв участвовал в штурмовке аэродромов противника, осуществлённых по приказу Ставки Верховного Главнокомандования одновременно силами трёх воздушных армий. В последующие дни сражения на Курской дуге лётчики штурмовой авиации сосредоточились на уничтожении танков противника и разрушении его транспортной инфраструктуры. 14 июля 1943 года старший лётчик Пономарёв участвовал в штурмовке скопления вражеских войск восточнее Обояни в районе Кривцово, где группа из шести Ил-2 уничтожила 5 танков и 5 орудий полевой артиллерии. Всего за время оборонительной фазы Курской битвы гвардии лейтенант В. М. Пономарёв уничтожил 4 немецких танка. 12 июля 1943 года Василий Михайлович участвовал в контрнаступлении Воронежского фронта на прохоровском направлении.
В середине июля 1943 года подразделения 17-й воздушной армии начали возвращаться в состав Юго-Западного фронта. 15 июля 1943 года старший лётчик В. М. Пономарёв в ходе наступления фронта на изюм-барвенковском направлении в составе группы из шести Ил-2 участвовал в налёте на железнодорожную станцию Каменск, где группой было разбито 4 воинских эшелона противника. В третьей декаде июля 1943 года Василий Михайлович участвовал в боях за удержание и расширение плацдарма на правом берегу Северского Донца, с которого в начале августа 1943 года 57-я армия Юго-Западного фронта перешла в наступление на харьковском направлении в ходе Белгородско-Харьковской операции. 7 августа 1943 года во время воздушного патрулирования в составе группы из шести штурмовиков гвардии лейтенант В. М. Пономарёв заметил двигавшуюся к Харькову колонну немецкой техники. В результате штурмовки было уничтожено 15 автомашин и до 20 солдат противника. 16 августа 1943 года в районе села Дольгенькое Изюмского района Харьковской области Василий Михайлович в воздушном бою сбил немецкий истребитель Ме-110.
13 августа 1943 года началась Донбасская операция, в ходе которой 95-й гвардейский штурмовой авиационный полк оказывал содействие войскам Юго-Западного фронта при форсировании реки Северский Донец и завоевании плацдармов на его правом берегу. 7 сентября 1943 года гвардии лейтенант В. М. Пономарёв участвовал в штурмовке аэродрома Красноармейское, в ходе которой советские штурмовики уничтожили 19 самолётов противника, 6 бензозаправщиков, 4 орудия зенитной артиллерии и около 70 человек лётно-технического состава. В первой половине октября 1943 года в ходе Битвы за Днепр войска Юго-Западного (с 20 октября 1943 года — 3-го Украинского) фронта провели Запорожскую операцию. Гвардии лейтенант В. М. Поляков участвовал как в боях по ликвидации запорожского плацдарма противника, так и в боях за освобождение города Запорожье. 11 октября 1943 года в воздушном бою у Запорожья он сбил немецкий истребитель Ме-109. За героизм лётчиков при освобождении города Запорожье 5-й гвардейской штурмовой дивизии было присвоено почётное наименование «Запорожская». До конца декабря 1943 года Василий Михайлович участвовал в штурмовках укреплений противника на правом берегу Днепра и на острове Хортица.
С января 1944 года гвардии лейтенант В. М. Пономарёв сражался за освобождение Правобережной Украины, приняв участие во всех операциях 3-го Украинского фронта: во время Никопольско-Криворожской операции он штурмовал войска противника на Никопольском плацдарме и освобождал город Никополь, взламывал оборону врага и громил его резервы в ходе Березнеговато-Снигирёвской и Одесской операций. Став в полку признанным мастером «свободной охоты», Василий Михайлович всё чаще водил группы Ил — 2 на штурмовку войск противника и в марте 1944 года его назначили командиром авиационного звена. В мае 1944 года 5-я гвардейская штурмовая авиационная дивизия, в которую входил 95-й гвардейский штурмовой авиационный полк, была переведена в состав вернувшегося в действующую армию 1-го гвардейского штурмового авиационного корпуса (28.09.1944 года переименован во 2-й гвардейский), вместе с которым в июне 1944 года она убыла на 1-й Украинский фронт, где была включена во 2-ю воздушную армию. 30 июня 1944 года В. М. Пономарёву было присвоено звание гвардии старшего лейтенанта.
В августе 1944 года 95-й гвардейский штурмовой авиационный полк участвовал в Львовско-Сандомирской операции, во время которой гвардии старший лейтенант В. М. Пономарёв неоднократно водил группы Ил-2 на штурмовку войск противника и «свободную охоту», оказывал содействие наземным войскам под Владимиром-Волынским и Рава-Русской, в форсировании Вислы и боях за плацдарм на её левом берегу. Звено В. М. Пономарёва совершило 155 успешных боевых вылетов, имея за всё время лишь одну небоевую потерю. В конце августа 1944 года Василий Михайлович был назначен на должность заместителя командира 3-й авиационной эскадрильи. До конца 1944 года 2-я воздушная армия участвовала в боях на Сандомирском плацдарме, способствовав успеху наземных войск в боях за удержание и расширение плацдарма. В январе 1945 года гвардии старший лейтенант участвовал в Сандомирско-Силезской операции, в ходе которой штурмовая авиация 2-й воздушной армии обеспечивала прикрытие наземных войск, перешедших в наступление с Сандомирского плацдарма. Василий Михайлович также участвовал в освобождении польских городов Сандомира и Кельце. В ходе Нижне-Силезской и Верхне-Силезской операций он громил группировки противника в районах Глогау, Бреслау, Шпроттау, Оппельна. Всего к апрелю 1945 года гвардии старший лейтенант В. М. Пономарёв совершил 130 боевых вылетов, в том числе 95 — на штурмовку и бомбардировку скоплений войск противника и его военной инфраструктуры и 35 — на разведку. В результате штурмовок им было уничтожено и повреждено 5 самолётов на аэродромах, 1 катер с баржей, 25 танков, 7 бронетранспортёров, 77 автомобилей и 40 повозок с военными грузами, 7 орудий полевой и 9 орудий зенитной артиллерии, 4 склада с горючим и 7 складов с боеприпасами, 3 бензоцистерны, 3 паровоза, 16 железнодорожных вагонов, 1 железнодорожный мост, сбит 1 аэростат-корректировщик артиллерийского огня, убито и рассеяно до 550 солдат и офицеров противника. В воздушных боях Василий Михайлович сбил 2 немецких истребителя.
На завершающем этапе войны штурмовые подразделения 2-й воздушной армии во время Берлинской операции обеспечивали форсирование войсками 1-го Украинского фронта реки Нейсе, прокладывали им путь к Берлину, добивали гарнизон города-крепости Бреслау. Боевой путь лётчики армии завершили разгромом дрезденско-пражской группировки противника в ходе Пражской операции. 27 июня 1945 года указом Президиума Верховного Совета СССР за образцовое выполнение боевых заданий командования на фронте борьбы с немецкими захватчиками и проявленные при этом отвагу и геройство гвардии старшему лейтенанту Пономарёву Василию Михайловичу было присвоено звание Героя Советского Союза.
После завершения Великой Отечественной войны Василий Михайлович продолжил службу в военно-воздушных силах СССР. До середины 50-х годов он служил в строевых частях. После окончания Военно-воздушной инженерной академии в 1957 году он служил инженером-испытателем авиационных систем Научно-исследовательского института прикладной гидромеханики. С 1973 года полковник В. М. Пономарёв в запасе. Жил в городе Подольске Московской области. 27 декабря 2001 года Василий Михайлович скончался. Похоронен на Аллее Героев на кладбище Красная Горка города Подольска.

## Награды
- Медаль «Золотая Звезда» (27.06.1945);
- орден Ленина (27.06.1945);
- два ордена Красного Знамени (01.01.1943; 01.07.1944);
- орден Отечественной войны 1-й степени (1985);
- орден Отечественной войны 2-й степени (25.10.1943);
- орден Красной Звезды;
- медали.

## Память
- Мемориальная доска в честь Героя Советского Союза В. М. Пономарёва установлена в городе Подольске Московской области на доме, где он жил.
- Мемориальная доска в память о Пономарёве установлена Российским военно-историческим обществом на здании профессионального лицея № 12 города Вичуга, где он учился.

## Документы
- Общедоступный электронный банк документов «Подвиг Народа в Великой Отечественной войне 1941—1945 гг.» Архивировано 13 марта 2012 года.

Представление к званию Героя Советского Союза. Архивировано 13 декабря 2012 года.
Указ ПВС СССР о присвоении звания Героя Советского Союза. Архивировано 13 декабря 2012 года.
Орден Красного Знамени (наградной лист и приказ о награждении). Архивировано 13 декабря 2012 года.
Орден Отечественной войны 2-й степени (наградной лист и приказ о награждении). Архивировано 13 декабря 2012 года.
- Служебные документы
- Справка на В.М. Пономарёва (стр 1)
- Справка на В.М. Пономарёва (стр 2)
- Боевая характеристика В.М. Пономарёва